# 列別金 (什波拉區)
48°57′51″N 31°31′21″E / 48.96417°N 31.52250°E
萊貝丁（烏克蘭語：Лебедин）是位於烏克蘭中部的村莊，由切爾卡瑟州裡茲韋尼霍羅德卡區的什波拉市鎮負責管轄。該村處於圖里亞河和格普圖爾卡河畔，海拔高度208米，2024年人口3,467。